# 10cc
10cc（テンシーシー）は、イギリス (イングランド) で結成されたバンドである。

## 経歴

### 初期のバンド活動
デビューは1972年8月。しかしオリジナルメンバー4人は、1960年代から音楽業界で活動を行っていた。ロル・クレームとケヴィン・ゴドレイは幼なじみであり、彼らとグレアム・グールドマンは英国のユダヤ人コミュニティで音楽活動を通じて知り合いだった。
エリック・スチュワートはいくつかのバンドを経て、1963年6月にウェイン・フォンタナ&ザ・マインドベンダーズのギタリストとしてレコード・デビュー。1964年6月、グレアム・グールドマンは自身のバンドThe Whirlwindsのレコード・デビューに際して、B面曲としてザ・セイバーズ・The Sabresにいた友人のロル・クレームの曲を採用するが、ヒットせずにバンドは解散。グレアムはセイバーズからドラマーのケヴィン・ゴドレイを引き抜いて新バンド、ザ・モッキンバーズを結成、1965年2月に改めてレコードデビューした。デビュー曲としてグレアムは「フォー・ユア・ラブ」を作曲するがレコード会社に拒否され、代わりに「That's How (It's Gonna Stay)」をレコーディングする。「フォー・ユア・ラブ」はその後ヤードバーズがレコード化、全英3位の大ヒットとなる。同曲はアメリカでもヒットしている。一方モッキンバーズのレコードは不発に終わり、その後レコード会社を移籍しつつ5枚のシングルを発表したもののヒットを生み出せずに解散。
グレアム・グールドマンは66年、ホリーズに名曲「バスストップ」を提供し、人気作曲家となった。彼はハーマンズ・ハーミッツにも曲を提供している。またピーター・カワップやジョン・ポール・ジョーンズたちとのバンド活動を経て、1968年7月には自作曲のセルフカバーアルバム『ザ・グレアム・グールドマン・シング』を発表している。モッキンバーズ解散後ケヴィンは再びロルとコンビを結成、組み立て絵本などのデザイナーで生計を立てる一方、グレアムのマネージメントで1967年、”Yellow Bellow Room Boom”名義でシングル「Seeing Things Green」を発表している。ウェイン・フォンタナ＆ザ・マインドベンダーズは1965年1月の6thシングル「ゲーム・オブ・ラブ」が全英2位/全米1位の大ヒットを記録した。その後低迷しリーダーでボーカルのウェインがソロ・アーティストとして独立する。残ったバンドメンバーはエリックをボーカルに据えザ・マインドベンダーズとして再出発を図る。1965年12月に発売された1stシングル「恋はごきげん」は全英2位全米2位の大ヒット、その後「Ashes To Ashes」もヒットするなど順調な活動が続く。1967年にはシドニー・ポワチエ主演の映画『いつも心に太陽を』に曲を提供、バンド自身もゲスト出演している。1967年11月のシングル「Schoolgirl」はグレアムの作曲・プロデュース。このレコーディングでエリックと意気投合したグレアムは、後に脱退したベースの代わりにバンドに正式参加しシングル「Uncle Joe The Ice Cream Man」ではリードボーカルをとっている。バンドはこのシングルを最後に解散、エリックはグレアムを誘い、ストロベリー・スタジオの共同出資者となる。グレアムはロルとケヴィンをスタジオミュージシャンとして誘い、やがてエリック、グレアム、ロル、ケヴィンの4人でバンド活動を開始する。

### 前史
1969年9月ヤードバーズのマネージャー、ジョルジオ・ゴメルスキーの設立したレーベル「Marmalade」から、Frabjoy & Runcible Spoon名義でシングル「I'm Beside Myself」をリリース。ケヴィンの「ヘブンリー・ヴォイス」に惚れ込んだゴメルスキーがケヴィンとロルを「第二のサイモン&ガーファンクル」とすることを目指したと言われている。アルバム制作も着手されたがレーベルの経営が悪化したために頓挫。同じ頃グレアムに対して、米国バブルガム・ミュージックの総本山カセネッツ＝カッツ・プロダクションから作曲の依頼が届く。渡米したグレアムは作曲契約と同時に彼らの傘下アーティスト用楽曲レコーディングのため3カ月間ストロベリー・スタジオを貸し出す契約を結ぶ事に成功する。
その留守中に当時はまだ珍しかった4トラック・レコーダーが届き、試験録音も兼ねて3人が冗談で録音した「ネアンデルタール・マン」がたまたまその場にいた旧知のレコード会社社員の耳に入り、1970年6月ホットレッグス名義でリリースされる。このシングルは世界の総計でミリオンセラーとなるヒットを記録したが、その急激なヒットに怖じ気づいた3人はアンティグア島に雲隠れしてしまい、結果スターへの道を自ら棒に振ってしまう。アルバム『シンクス：スクール・スティンクス』が発売されたのは9カ月後の1971年3月。頓挫したアルバム『Frabjoy & Runcible Spoon』の楽曲を中心に構成されたというそのアルバムは、英米盤でそれぞれ別ミックスを収録するなど意欲的な作品だったが、既に「ネアンデルタール・マン」ブームは終了していて不発に終わる。その後も4人はDoctor Father、Fighter Squadron、Amazon Trust、The New Wave Bandなどとバンド名を変えながらシングルをリリース。その前後スタジオミュージシャンとして、オハイオ・エキスプレス、ラマセス、ニール・セダカなど数多くのアーティストのレコーディングを行った。特にニール・セダカとのレコーディングはアルバム2枚（『ソリテアー』『ピース・アンド・ラブ』）に及び、後のセダカ復活の足掛かりとなったとして一部で評価された。

### 10ccとしてデビュー
1972年、4人はスタジオミュージシャンとしての活動で自分たちの才能と時間が浪費されすぎていると考え、真剣に自分たちのバンドに力を入れることを誓い合う。エリックの10年来の友人だった人気歌手ジョナサン・キングが自分のレコード会社UKレコードを設立したことを聞いた4人は新たに作曲した「ドナ」を持参して契約にこぎ着ける。キングは夢で見た「世界最高のバンド名」の10ccを彼らに与え、1972年8月4日にシングル「ドナ」を発売する。この曲はフランク・ザッパらのホワイト・ドゥーワップの影響を受け、ビートルズの「オー!ダーリン」に似た曲調のシングルだった。これが全英2位の大ヒットとなり、以降バンドの活動は10cc名義が中心となっていく（74年以降は10ccに固定）。1973年3月に発売された3枚目のシングル「ラバー・ブレッツ」で全英1位を獲得、同年7月に発売された1stアルバム『10cc』も全英36位のヒットとなった。このアルバムはロルのファルセット・ヴォイス中心のコミカルな楽曲が多く、ある種コミックバンド的な評価を得るが、同時にその演奏技術の高さも評価されていた。1974年5月には2ndアルバム『シート・ミュージック』をリリース。全英9位のほか全米でも81位にランクインする。エリックがリードボーカルのシングル「ウォール・ストリート・シャッフル」を始め、コミカルさが後退、代わりに良質なポップミュージック・アルバムとなった。バンドはアルバムのヒットを受けて初の全米ツアーを行う。

#### 名前の由来
所属レコード会社の社長､ジョナサン・キングが看板に「世界で最も偉大なバンド､10cc」と書いてある夢を見て、「これは神のお告げかもしれない。」と考え名付けた。

### 全盛期
1975年、米国での更なる成功を狙うためにフォノグラム（マーキュリー）レコードに移籍する。同年3月に3rdアルバム『オリジナル・サウンドトラック』をリリースし、全英4位・全米15位の大ヒットを記録する。シングルカットされた「アイム・ノット・イン・ラヴ」は全英1位・全米2位を記録、現在でもバンドの代表曲として知られている。同年冬に2カ月間行われた全米ツアーも成功を収め、バンドとして絶頂期を迎える。1976年1月に4thアルバム『びっくり電話』をリリース。このアルバムも全英5位・全米47位を記録するが、各楽曲においてメンバー間の音楽性の違いが明確に表れていた。当時のレコーディングでは、誰が作曲してもメンバー間の賛意がない限りレコーディングに入らないというルールを課していたこともあって、お互いの音楽性の違いが人間関係をも消耗させる原因になっていた。またバンドとしてツアー活動も重要視するエリック、グレアム組とスタジオ制作に集中したいケヴィン、ロル組で意見の対立が激化、レコード制作は4人で行うが、ツアーはエリックとグレアムだけで行うという暫定合意がなされる。ケヴィン、ロル組は、自分たちがマンチェスター工科大学の協力で開発したギター・アタッチメント「ギズモ」のデモンストレーション・アルバムに取りかかる。同時に10ccの5thアルバムのためのレコーディングがスタートするが、エリック、グレアム組が用意したラブ・ソング「恋人たちのこと」を拒絶したケヴィンがロルを連れて脱退してしまう。同年10月末に公表された二人の脱退理由は「ギズモの開発とデモアルバムのレコーディングのため」となっていた。ケヴィンとロルはその後、ゴドレイ&クレームとしてレコードをリリースする一方、1980年からはプロモーションビデオの監督業をスタート、好評価を受けた。
エリックとグレアムはその後も10ccとして活動を続け、ドラムに以前からツアーでのサポート・ドラマーだったポール・バージェスをゲストに迎え、5thアルバム『愛ゆえに』を完成させる。1977年4月にリリースされた同アルバムは全英3位・全米31位を記録、先行シングルの「愛ゆえに」も全英6位・全米5位の大ヒットとなり、分裂で生じた悪評を完全に払拭する。その勢いを得て二人はツアーを開始、ポールに加えリック・フェン（ギター）、スチュアート・トッシュ（ドラムス）、トニー・オマリー（キーボード）の4人をサポートメンバーとして加入させている。この時、4人編成から6人編成になった事から、「10ccが15ccになった」とも揶揄されていた。英国・豪州・初公演の日本を回った後、同年12月には英国のライブを収録した6thアルバム『イン・コンサート』をリリース、全英14位を記録する。ツアーの後トニーに代わりダンカン・マッケイを加えたサポートメンバー4人を正式にバンドメンバーとすることを決め、10ccは6人組のバンドとなる。
1978年9月にリリースした7thアルバム『ブラディ・ツーリスト』は全英3位・全米69位を記録し、続けて始まった英国・北米ツアーも成功を収めた。レゲエのリズムを取り入れたシングル「トロピカル・ラブ」は全英1位・全米44位を記録するが、これが彼らにとって最後のヒット曲となった。
1979年1月に起きたエリックの交通事故によって、二度目の来日公演を含むワールドツアーはキャンセルされる。エリック復帰までの間、グレアムはメンバーたちと一緒に映画『サンバーン』の主題歌や劇場用アニメ『Animalympics』のサントラをレコーディングして過ごす。半年後復帰したエリックは手始めにフランス映画『ガールズ/恋の初体験』のサウンドトラックのレコーディングを行う。1980年3月8thアルバム『ルック！ヒア！！』をリリース。エリック、グレアム以外のメンバーが作曲した曲も組み込んだ意欲作だったが全英35位・全米180位に留まった。本アルバムの米国盤はジャケットデザインが異なっている。同年4月バンドは欧州ツアーを行う。このあと日本ツアーも計画されていた（ツアー・プログラムに日程が記されている）が、実現しなかった。

### バンド解散へ
1981年ダンカン・マッケイの脱退を機にエリックとグレアムは10ccを再びデュオ形式に戻し、他にサッド・カフェのヴィク・エマースンやレニー・クルックス、マーク・ジョーダン、サイモン・フィリップスらがレコーディングに参加した。同年11月にリリースした9thアルバム『ミステリー・ホテル』はAOR路線に磨きがかかったが、時代的なニーズとは合わずにチャート的には全く振るわずに終わった。1982年2月結成10周年記念ツアーを英国で行う。同年3月、プロデュース・作曲に米国のソングライター、アンドリュー・ゴールドが参加したシングル「ザ・パワー・オブ・ラブ」をリリース。前年米国ではリリースされなかった『ミステリー・ホテル』は、この「ザ・パワー・オブ・ラブ」を始めアンドリュー・ゴールドが参加した3曲と別の1曲が差し替えられてようやく米国でリリースされた。同年7月のシングル「Runaway」は全英50位に終わった。同年8月にはエリックの2ndソロアルバム『Frooty Rooties』がリリースされる。1983年春の全英ツアーを経て、9月に10thアルバム『都市探検』をリリース。リック・フェンやスチュアート・トッシュのほかスティーヴ・ガッド（ドラム）やメル・コリンズ（サックス）らをサポートメンバーに迎えている。今作もAOR路線を踏襲したためか全英70位と不調に終わる。シングルカットされた「君に夢中」のプロモビデオの監督にゴドレイ&クレームを起用したことが話題となった。リリース直後に始まった全英ツアーも不調に終わったことから、二人は10年に及ぶバンド活動を停止する。
10cc解散後、エリックは旧友のポール・マッカートニーのレコーディングに参加。1986年の『プレス・トゥ・プレイ』ではアルバムの半数以上の曲で共同作曲も手がけている。1984年、グレアムはアンドリュー・ゴールドとWorld In Actionという名のユニットを結成。すぐにCommon Knowledgeと改名し計2枚のシングルをリリースする。その後1985年にレコード会社を移籍した際にWAXと改名、翌1986年6月には1stアルバム『マグネチック・ヘブン』をリリースする。同年3月にリリースされた先行シングル「ライト・ビトウィーン・ジ・アイズ」は全英60位・全米43位のヒットを記録。WAXは続けて1987年9月に2ndアルバム『アメリカン・イングリッシュ』を、1989年9月には3rdアルバム『100,000フレッシュ・ノーツ』をリリースしている。その後も断続的に活動を続け1990年代後半にも新曲を含んだベスト盤『ザ・ワックス・ファイル』（1997年）や、1983年にレコーディングされたがお蔵入りとなったアルバムを復活させた『Common Knowledge.com』（1998年）などをリリースしている。

### 再結成、そして新体制へ
1987年8月にリリースされた10ccとゴドレイ＆クレームの合同ベスト盤『チェンジング・フェイセズ（ベスト・オブ・10cc/ゴドレイ＆クレーム）』がプラチナ・アルバムとなったことから、レコード会社のポリドールがオリジナル・メンバーに対して再結成を打診、結果エリックとグレアムによる10cc再結成アルバム『ミーンホワイル』が1992年5月にリリースされる。このアルバムにはケヴィンとロルもゲスト参加している。収録曲の「スターズ・ディドゥント・ショウ」ではケヴィンがリードヴォーカルを担当した。二人のゲスト参加は、アルバム制作契約が残っているにもかかわらず1988年にコンビを解消した事で発生したペナルティ回避のためと言われている。セールスは日本以外では芳しくなかった。1993年に16年ぶりの日本ツアーの後全英ツアーを行う。日本ツアーの模様はNHKの衛星放送でオンエアされたほか、1993年7月にライブアルバム『アライヴ』としてリリースされた。
1995年3月エイベックス（カッティング・エッジ）から再結成第二弾アルバム『ミラー・ミラー』をリリース。新録された「アイム・ノット・イン・ラヴ」のほかは、エリックとグレアムがそれぞれ別々にレコーディングした楽曲を交互に配列した構成となっている（ただし日本盤と英国盤と米国盤はそれぞれ楽曲収録数が異なる）。シングル「アイム・ノット・イン・ラヴ（アコースティック・セッション'95）」（『ミラー・ミラー』の日本盤および英国盤にも収録）は全英29位を記録した。アルバムリリースに合わせて英国、日本、オランダでライブを行うが、それを最後に再びバンド活動を停止する。
2000年10月にグレアムのソロアルバム『And Another Thing』がリリースされた。2002年、グレアムは10cc結成30周年を記念して元10ccのリック・フェンとポール・バージェス、それにマイク・スティーヴンスとミック・ウィルソンを加えたメンバーでツアーを行った。2003年4月にはエリックの3rdソロアルバム『Do Not Bend』がリリースされた。2004年には英国アイヴァー・ノヴェロ賞を受賞。公の場で久々にエリック、ロル、グレアムが一緒に姿を見せた。2005年7月にはグレアムが"10cc - Graham Gouldman and friends"名義で日本公演を行った。また2006年7月からは30年ぶりにケヴィンと共作した6曲をネット上でダウンロード販売している。エリックは2009年1月に4thアルバム『Viva La Difference』を発表した。
2011年4月6日にウェールズのスワンジー・グランド・シアターにてコンサートを開催し、その模様を収録した映像が同年7月2日にイギリスでテレビ放送された。2012年にはグレアム、リック・フェン、ポール・バージェス、マイク・スティーヴンス、ミック・ウィルソンの5人により10ccの40周年ツアーが行われた。
2013年からはアコースティック・コンサート「Heart Full Of Songs」を開始。グレアムのソロ・プロジェクトという名目だが、バックはポール・バージェス以外の3人であり、曲目の3割程度は10㏄の曲である。このツアーはメンバーを変えつつ間歇的に続けられている。
2015年と2016年には『Sheet Music』再現ツアーを行った。2部構成の前半を『Sheet Music』としてアルバム全曲を曲順通りに演奏。後半を『The Hits』として定番曲を演奏した。特にケヴィンがリード・ボーカルの「ハリウッドのどこかで」ではステージ上のヴィデオ・スクリーンにケヴィンが登場し、スタジオで別撮りした歌唱映像に合わせてバンドがシンクロした演奏を聴かせるという離れ業を演じてみせた。
この2年間、来日公演も2度行われたが、いずれもライヴハウスで時間の制約もあったためか、アルバム再現は行われなかった。
2019年3月27日、モスクワでコンサート。東側では初のライヴとなった。
2020年2月から3月にかけ、豪州およびニュージーランドをツアー。新型コロナが世界でパンデミックを引き起こす中、感染が広がっていなかった南半球でのツアーだったのが幸いして全日程を完走。帰国後の英国・欧州ツアーは全てキャンセルとなったが、2022年3月には「The Ultimate Greatest Hits Tour」（究極のグレイテスト・ヒッツ）と銘打ったツアーをリバプールから開始する。

## メンバー
- 1972年 - 1976年･オリジナル・メンバー
  - グレアム・グールドマン (Graham Gouldman): ベース、ギター、ボーカル
  - エリック・スチュワート (Eric Stewart): ボーカル、ギター、キーボード
  - ロル・クレーム（ロル・クリーム）(Lol Creme)[注釈 4]: ボーカル、ギター、キーボード、ギズモ
  - ケヴィン・ゴドレイ（ケヴィン・ゴドリー）(Kevin Godley) [注釈 5]: ボーカル、ドラム

- 1976年
  - ケヴィン・ゴドレイとロル・クレームが脱退しゴドレイ&クレーム（ゴドリー&クリーム）を結成。以後、10ccはエリック・スチュワートとグレアム・グールドマンを中心に活動を続ける。
- 1977年
  - サポートドラマーのポール・バージェスを正式メンバーに格上げし『愛ゆえに』をリリース。全英ツアー開始に伴いリック・フェン（ギター）、スチュアート・トッシュ（ドラム）、トニー・オマリー（キーボード）をサポートに迎える。10月に初の来日公演（東京・大阪で5日間）。この時のミュージック・ライフのインタビューではグレアムが「6人で10cc」と明言している。しかし、ツアー終了後にトニーは脱退する。
- 1978年
  - 元コックニー・レベルのダンカン・マッケイ（キーボード）を正式メンバーに迎える。
- 1981年
  - ダンカン・マッケイの脱退を機にエリック・スチュワートとグレアム・グールドマンのデュオ体制に戻る。
- 1983年
  - 『都市探検』発表をはさみ2度のツアー後、解散。しかし公式なアナウンスはなく、報道もされなかった。
- 1992年
  - 期間限定の再結成を果たし『ミーンホワイル』をリリース。これにはゴドレイ&クレームもゲスト参加した。秋にエリックとグレアムの2人でプロモーション来日し、『タモリの音楽は世界だ』に出演。「アイム・ノット・イン・ラヴ」を披露する。
- 1993年
  - 2度目の来日コンサート（全国6カ所）、全英ツアーを行う。リック・フェン、スチュアート・トッシュのほか、スティーヴン・ピゴット（キーボード）、ゲイリー・ウォリス（ドラム）がサポート。
- 1995年
  - エリック・スチュワートとグレアム・グールドマンにより『ミラー・ミラー』を「10cc」名義でリリース。同年来日しコンサートを行う（東名阪の3カ所）。リック・フェン、スチュアート・トッシュのほか、アラン・パーク（キーボード）、ジェフ・ダン（ドラム）がサポート。
- 1997年
  - エリック・スチュワートが離脱、グレアム・グールドマンはリック・フェンと共に「Gouldman and Fenn of 10cc」名義でライブ活動を再開する（「10㏄」の名義はエリックと半分ずつ権利を持っていたため）。この時、サポート・ドラマーとして後に正式メンバーとなるミック・ウィルソンが参加。ギタリストのピーター・ハワースを加えた4人編成だった。
- 2002年
  - 結成30周年ツアーと銘打ち、グレアム・グールドマン主導で、ポール・バージェス、リック・フェン、ミック・ウィルソン（このツアーからリード・ボーカルを担当、パーカッション、ギターも）、マイク・スティーヴンス（キーボード、サキソフォン）のラインナップにより「Graham Gouldman's 10cc」名義でツアー活動を再開。なし崩し的に「10cc」と名乗るようになり現在に至っている。
- 2005年
  - 前項のメンバーで4度目の来日公演（全国5カ所12ステージ）。
- 2007年
  - この頃からマイク・スティーヴンスの不参加が目立つようになり、代役としてキース・ヘイマン（キーボード、ギター）が起用されるようになる。
- 2010年
  - 2005年と同メンバーで5度目の来日公演（横浜でのフェス出演と東京で1公演）。
- 2015年
  - キース・ヘイマンが正式メンバーとなり、6度目の来日公演（大阪・東京で6ステージ）。
- 2016年
  - 前年と同メンバーで7度目の来日公演（大阪・東京で6ステージ）。
- 2018年
  - ミック・ウィルソンが脱退。後任ボーカルとして、グレアムのソロ・ツアー「Heart Full Of Songs」に参加していたイアン・ホーナルが参加。その後、年末に出された「2018-2019ツアープログラム」にはポール・キャニングが新メンバーとして掲載された。
- 2019年
  - 1月に8度目の来日公演（大阪・東京で6ステージ）。ボーカルはイアン・ホーナル。
  - 2月、欧州ツアー、3月～5月全英ツアー。結局、ホーナルは2018年後半の数ステージを休んだだけで復帰。代役を務めたキャニングは19年のツアーでは前座を務めている。

## 主な楽曲
「ドナ」(1972) - "Donna"
10㏄としてのデビュー曲であり、ドゥーワップ風の最初のヒット曲。ビートルズの「オー!ダーリン」に似ているとよく言われる。全英2位。当初、"Waterfall"のＢ面としてアップル・レコードに持ち込まれたが拒否され、"Donna"をA面としてUKレコードに持ち込み、採用された。ロルのファルセット全開の曲であるため、分裂後は長い間ライヴのレパートリーから外されていたが、グレアム主導の2002年のライヴから復活。曲中の電話のベルを携帯電話の着メロにアレンジしたり、全編をアカペラで歌うなど、工夫を凝らしている。
「ラバー・ブレッツ」(1973) - "Rubber Bullets"
初の全英1位を獲得したサード・シングル。ジェームズ・キャグニーが出演した古い映画などにインスパイアされて書かれたが、BBCは北アイルランド紛争の歌だと解釈して、この曲を放送禁止にした。結果的にはそれが幸いして売れたともいわれている。リード・ボーカルはロルだが、他の3人も要所要所で印象的なヴォーカルを聴かせている。なお、現在国内CDでの表記は「ブレッツ」で統一されているが、旧表記の「ブリッツ」の方が原音に近い。
「ウォール・ストリート・シャッフル」(1974) - "The Wall Street Shuffle"
6枚目のシングルで、エリック＝グレアム コンビの作品としては初めて全英トップ10に入った（10位）。発表当初からコンサートでの定番曲で、10ccのコンサートでは最も数多く演奏された曲となっている。
「アイム・ノット・イン・ラヴ」(1975) - "I'm Not in Love"
1970年代の10ccを代表する大ヒット曲。もともとは「架空の映画のサウンドトラック」というコンセプトでリリースされた『オリジナル・サウンドトラック』中の1曲。アメリカのFMのDJ達がこの曲を流したことに気を良くしたレコード会社がすぐにシングルカットをメンバーに要求したが、「ライヴであの楽曲のクオリティーを表現出来ない」として最後までメンバーはシングルカットに難色を示していた。この曲はビルボード・週間シングルチャートで3週連続第2位（1975年7月26日付～8月9日付）。なお全英ではNo.1になっている。バックに流れる幻想的なコーラスはグレアム、ケヴィン、ロルの3人の声をテープ編集により624人分(3人×13音階×16トラック）に増幅して作成された（エリックはミキシングを担当した）。なお、古い評論やライナーノーツでこのマルチトラック・ボイスがギズモによる効果のように記載されたものがあるが、この曲にはギズモは使用されていない。1991年にウィル・トゥ・パワーがカヴァーし、こちらもヒットしている。
「人生は野菜スープ」(1975) - "Life Is a Minestrone"
日本語タイトルは、ミネストローネを野菜スープと和訳している。全英7位、ベルギー15位、オランダ17位。アメリカでは同時期には発売されず、『びっくり電話』収録の「レイジイ・ウェイ」とのカップリングで1976年に発売されている（104位）。
「電話を切らないで」(1976) - "Don't Hang Up"
4人時代にリリースされた最後のアルバム『びっくり電話』のラストを飾る1曲。曲の最後は電話を切られたように突然終わる。シングルカットはされていないが印象的な曲である。この曲はドラムのケヴィンがボーカルを務める。
「愛ゆえに」(1977) - "The Things We Do for Love"
ゴドレイとクレームが抜けた後「これじゃ10ccじゃなくて5ccだ」などと揶揄されたが、残ったエリックとグレアムはメンバー補充でグループを建て直し、2人の共作による「愛ゆえに」をリリース。この曲は1977年に全米第5位を記録している。
「トロピカル・ラブ」(1978) - "Dreadlock Holiday"
エリックの友人である、ムーディー・ブルースのジャスティン・ヘイワードが休暇中にジャマイカで遭遇した体験談をもとに、グレアムが書いた曲で、全英1位を獲得した（全米44位）。レゲエを取り入れたロックの代表曲として、その種のコンピレーションアルバムにはしばしば取り上げられている。リード・ボーカルはグレアム。「rockin'on」2019年2月号のグレアム・グールドマン・インタビューで「3曲（全英）ナンバー・ワン・シングルがあっても、3曲ともシンガーが違う」と語っているのは、この「ラバー・ブレッツ」＝ロル、「アイム・ノット・イン・ラヴ」＝エリック、「トロピカル・ラブ」＝グレアムを指している。コンサートでは、最後の「I don't like ●●」の部分に会場の都市名を歌い込み、観客へのサービスとしている。なおDreadlock（ドレッドロック）とはレゲエ・ミュージシャンやラスタファリアンでおなじみのヘアスタイルであり、ここではジャマイカ人全般を指しているものと思われる。

## ディスコグラフィ

### オリジナル・アルバム
- 『10cc』 - 10cc (1973年)
- 『シート・ミュージック』 - Sheet Music (1974年)
- 『オリジナル・サウンドトラック』 - The Original Soundtrack (1975年)
- 『びっくり電話』 - How Dare You! (1976年)
- 『愛ゆえに』 - Deceptive Bends (1977年)
- 『ブラディ・ツーリスト』 - Bloody Tourists (1978年)
- 『ルック・ヒア』 - Look Hear? (1980年)
- 『ミステリー・ホテル』 - Ten Out of 10 (1981年)
- 『都市探検』 - Windows in the Jungle (1983年)
- 『ミーンホワイル』 - ...Meanwhile (1992年)
- 『ミラー・ミラー』 - Mirror Mirror (1995年)

### ライブ・アルバム
- 『イン・コンサート』 - Live and Let Live (1977年)
- 『10cc アライヴ』 - Alive (1993年)
- 『キング・ビスケット・ライヴ』 - 10cc In Concert (1995年) - 1975年11月26日、米・サンタモニカ収録の放送用音源のＣＤ化（ジャケット上には「11月11日」とあるが誤りである）。
- 『Live In Concert 2011 York』(2011年)
- 『Live In Concert 2011 Birmingham』(2011年)
- 『Live In Concert 2011 Ipswich』(2011年)
- 『10cc ライヴ・イン・コンサート』 - Clever Clogs (2014年) - ケヴィンがゲスト参加した2007年ロンドンでのライヴ。
- 『Live On Tour - October 2016』(2016年) - 『シート・ミュージック』再現コンサート。
- 『Live In Europe - February-March 2017』(2017年)
- 『Live 19』(2019年)
- 『Live 22』(2022年)

### シングル (日本盤)
- ドナ - "Donna / Hot Sun Rock"（1973年、キングレコード TOP-1771）
- いけないジョニー - "Johnny, Don't Do It! / 4% Of Something..."（1973年、キングレコード TOP-1784）
- ラバー・ブリッツ - "Rubber Bullets / Waterfall"（1973年、キングレコード TOP-1805）
- とってもイカシたイモ・バンド - "The Worst Band In The World / 18 Carat Man Of Means"（1974年、キングレコード TOP-1882）
- ウォール・ストリート・シャッフル - "The Wall Street Shuffle / Gismo My Way"（1974年、キングレコード TOP-1907）
- いけないジョニー - "Johnny, Don't Do It! / Silly Love"（1974年、キングレコード TOP-1915）
- 人生は野菜スープ - "Life Is A Minestrone / Channel Swimmer"（1975年、日本フォノグラム SFL-2018）
- アイム・ノット・イン・ラブ - "I'm Not In Love / The Film Of My Love"（1975年、日本フォノグラム SFL-2028）
- 芸術こそ我が命 - "Art For Art's Sake / Get It While You Can"（1975年、日本フォノグラム SFL-2065）
- アイム・マンデイ - "I'm Mandy Fly Me / How Dare You"（1976年、日本フォノグラム SFL-2077）
- 愛ゆえに - "The Things We Do For Love / Hot To Trot"（1977年、日本フォノグラム SFL-2149）
- 恋人たちのこと - "People In Love / Don't Squeeze Me Like Toothpaste"（1977年、日本フォノグラム SFL-2181）
- グッド・モーニング・ジャッジ - "Good Morning Judge / I'm Not In Love"（1977年、日本フォノグラム SFL-2211）
- チャンネル・スイマー - "Channel Swimmer / Life Is A Minestrone"（1978年、日本フォノグラム SFL-2251）
- トロピカル・ラブ - "Dreadlock Holiday / Nothing Can Move Me"（1978年、日本フォノグラム SFL-2323）
- レッズ・イン・マイ・ベッド - "Reds In My Bed / Take These Chains"（1978年、日本フォノグラム SFL-2354）
- 恋の1-2-5 - "One-Two-Five / Only Child"（1980年、日本フォノグラム SFL-2477）
- アイム・ノット・イン・ラブ - "I'm Not In Love / The Things We Do For Love"（1980年、日本フォノグラム 6PP-1028）
- アイム・ノット・イン・ラブ - "I'm Not In Love / The Film Of Love"（1980年、日本フォノグラム 7PP-28）
- 恋のまわり道 - "Don't Turn Me Away / Tomorrow's World Today"（1981年、日本フォノグラム 7PP-35）
- アイム・ノット・イン・ラブ - "I'm Not In Love / The Film Of Love"（1986年、日本フォノグラム 7PP-198）
- ウーマン・イン・ラヴ - "Woman In Love / "Man With A Mission"（1992年、ポリドール PODP-1053）※8cmCD
- ウェルカム・トゥ・パラダイス - "Welcome To Paradise / Don't / Lost In Love"（1992年、ポリドール PODP-1072）※8cmCD
- アイム・ノット・イン・ラブ - "I'm Not In Love / The Film Of Love"（1995年、マーキュリーレコード、PHDR-141）※8cmCD
- アイム・ノット・イン・ラブ - "I'm Not In Love (Acoustic Session '95) / Peace In Our Time"（1995年、カッティング・エッジ CTDR-23001）※8cmCD
- 長い家路 - "Ready To Go Home / Age Of Consent"（1995年、カッティング・エッジ CTDR-23002）※8cmCD